# Madrid Masters

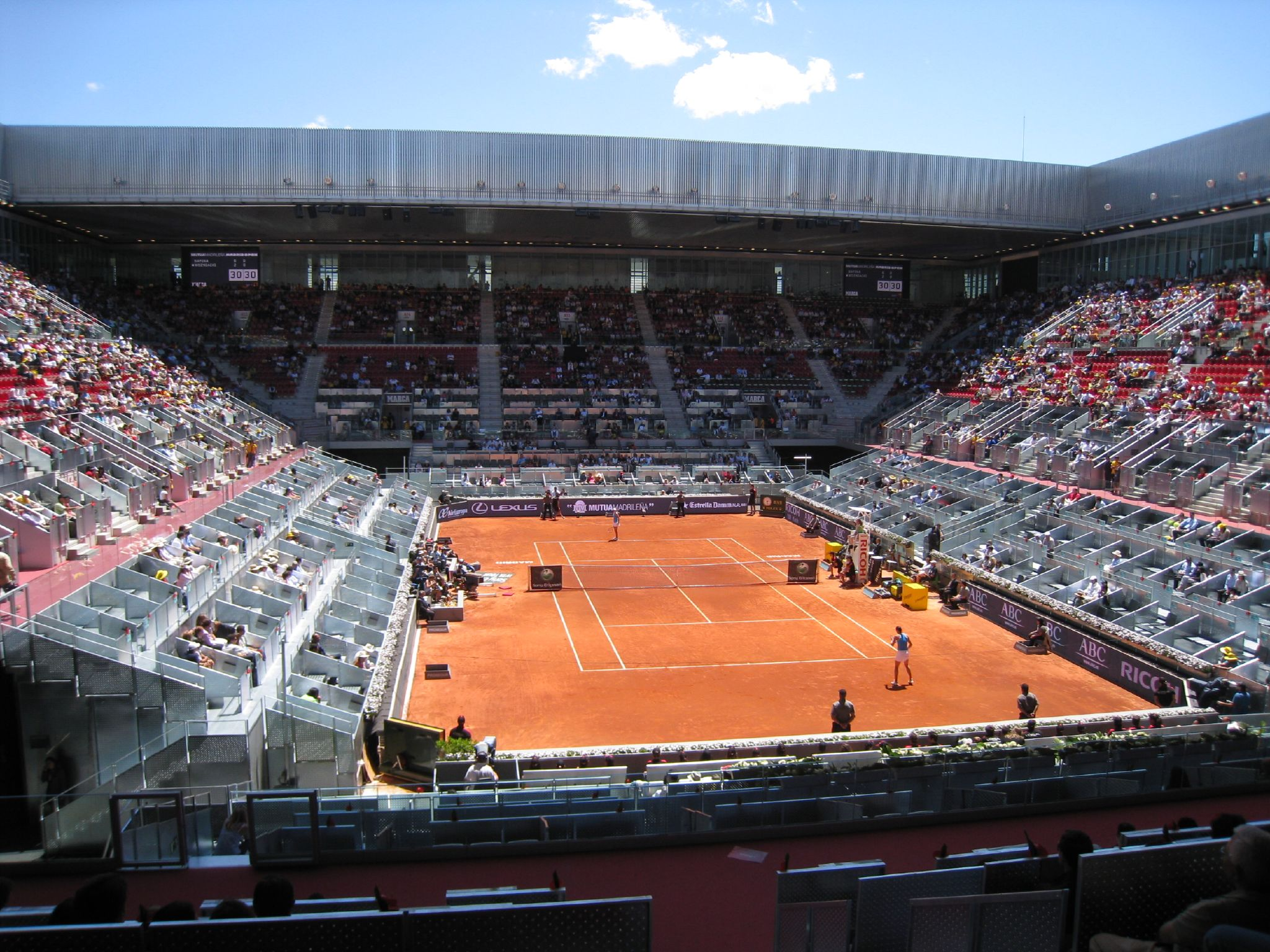
Center Court Manuel Santana in der Caja Mágica

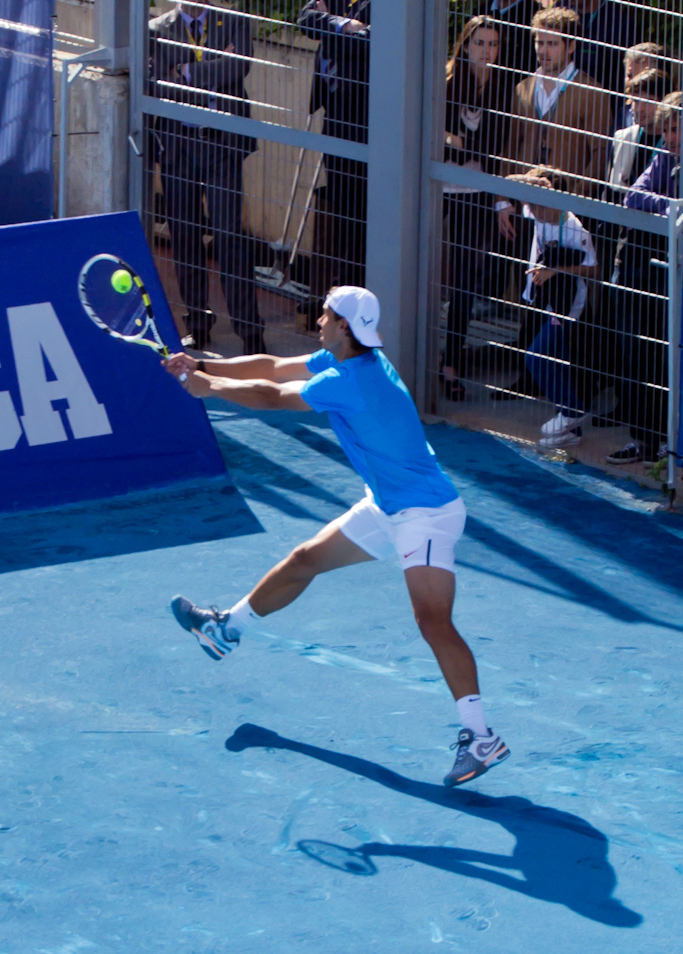
Rafael Nadal 2012 auf dem umstrittenen blauen Sand

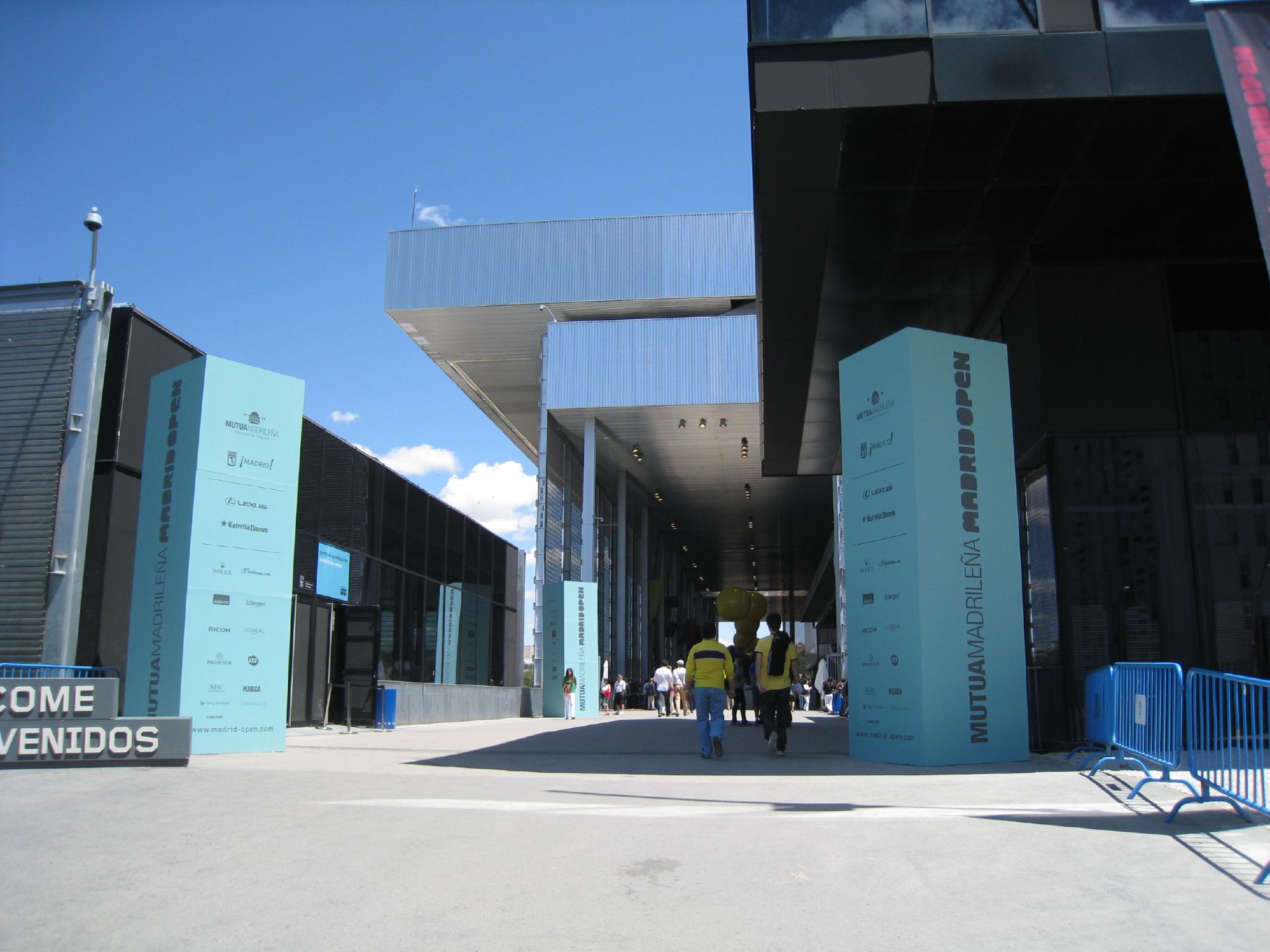
Eingangsbereich zum Sportkomplex Caja Mágica

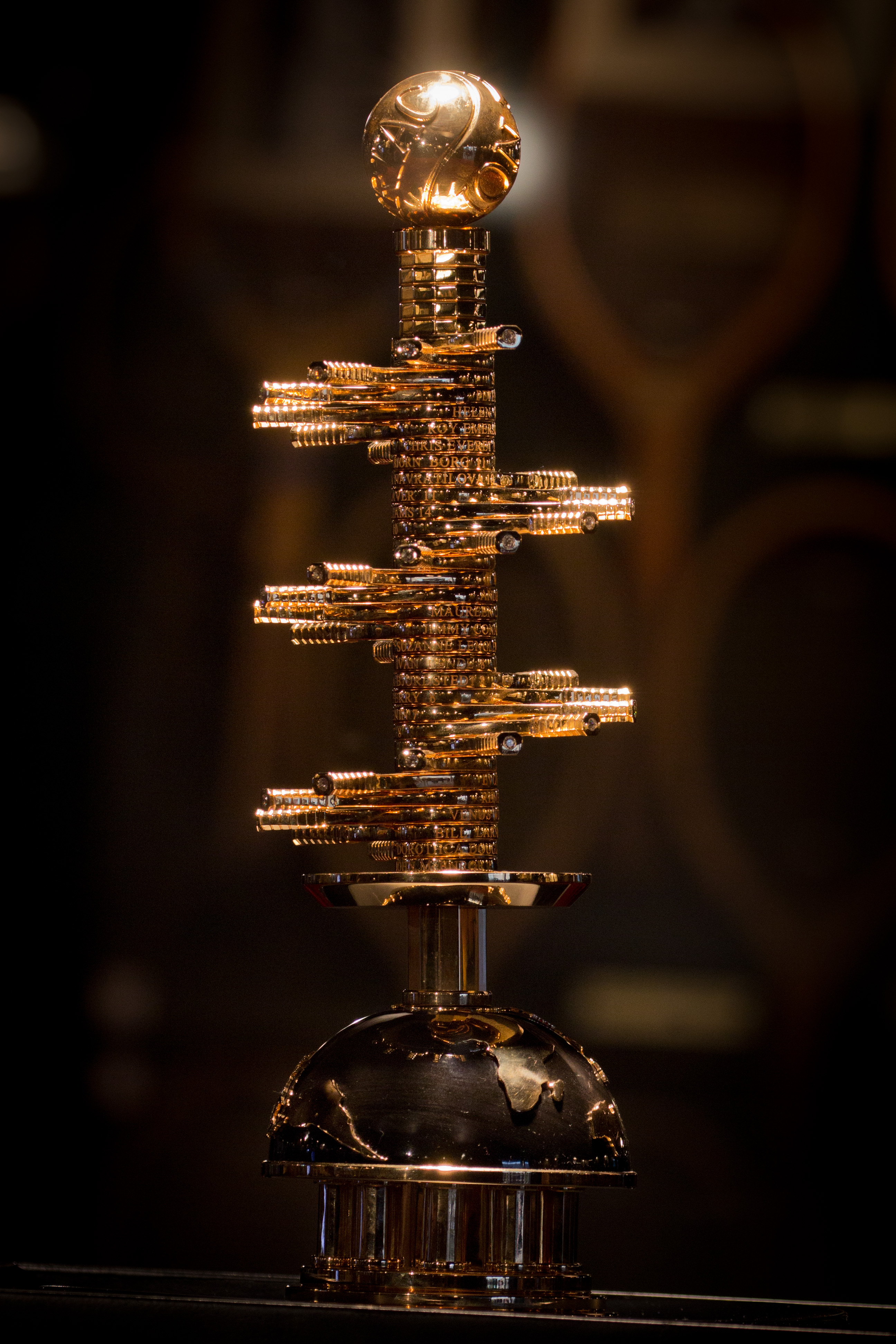
Siegertrophäe „Ion Tiriac“ der Madrid Masters bis 2023

Das Madrid Masters (offiziell Mutua Madrid Open) ist ein Herren-Tennisturnier in der spanischen Hauptstadt Madrid und seit 2011 das vierte Turnier der ATP Tour Masters 1000 im Kalenderjahr. Die vorherigen Austragungsorte seit Gründung der Masters Series 1990 waren Stockholm (1990–1994), Essen (1995) und Stuttgart (1996–2001). Diese wurden ebenso wie das Turnier von Madrid 2002–2008 in der Halle auf Hartplatz bzw. Teppich ausgetragen und waren jeweils das achte Masters-Turnier der Saison. Diese Position nimmt seit 2009 das Turnier von Shanghai ein. Madrid liegt auf knapp 700 Metern Höhe, wodurch es als eines der schnellsten Sandplatzturniere gilt, da der Ball weiter fliegt und höher springt.

## Geschichte
Von 1972 bis 1994 wurde in der spanischen Hauptstadt bereits ein Herrenturnier auf Sand ausgetragen. 1974 wurde ein Frauenturnier namens Melia Trophy organisiert. Das Madrid Masters wurde 2002 ins Leben gerufen und ersetzte das Stuttgart Masters, das vorletzte Masters der Saison. Es wurde im Oktober in der Madrid Arena auf Hartplatz in der Halle ausgetragen. Dieses Hartplatzturnier dauerte bis 2008. Das Madrid Masters ersetzt das Masters in Hamburg und bekam auch dessen Zeitpunkt im Kalender vor den French Open. Seit 2023 hat es ein Hauptfeld mit 96 Spielern im Einzel sowie 32 Paarungen im Doppel. Damit gehört es zu den wenigen Turnieren die länger als eine Woche dauern. Die Partien werden über zwei Gewinnsätze (Best-of-Three) ausgetragen. Bis 2006 wurden im Finale noch Best-of-Five (über drei Gewinnsätze) gespielt.
Seit am 30. April 1993 Monica Seles während ihrer Viertelfinalbegegnung beim Tennisturnier in Hamburg gegen Magdalena Maleewa von dem psychisch gestörten Günter Parche, einem damals 38-jährigen deutschen Fan ihrer stärksten Kontrahentin Steffi Graf, beim Seitenwechsel mit einem Messer in den Rücken gestochen worden war, stehen beim Seitenwechsel Sicherheitsleute im Rücken der Spieler.
Aufsehen erregte das Madrid Masters mit einer Diskussion über die Farbe des Sandes. Der Turnierbesitzer Ion Țiriac schlug vor, das Turnier – in Anlehnung an die Farbe des Logos des Hauptsponsors Mutua Madrileña, ein spanisches Versicherungsunternehmen, – auf blaufarbigem Sand auszutragen. Er hob zudem hervor, dass die Farbe das Zusehen erleichtere, weil der Ball im Gegensatz zu roten Sandplätzen leichter zu erkennen sei. Dieser Vorschlag stieß zunächst auf wenig Gegenliebe, namhafte Spieler wie Rafael Nadal und Roger Federer sprachen sich gegen den neuen Belag aus. Nichtsdestoweniger fand die Austragung 2012 auf blauem Sand statt. Sowohl Nadal als auch Novak Đoković kritisierten nach ihrem Ausscheiden den Bodenbelag und die Turnierorganisation derart, dass sie für das kommende Jahr einen Boykott androhten, sollte an dem blauen Sand festgehalten werden. Im Folgejahr wurde wieder auf dem herkömmlichen, roten Sand gespielt.
Von 2009 bis 2021 war der ehemalige rumänische Tennisspieler und inzwischen als Geschäftsmann tätige Ion Țiriac Eigentümer der Veranstaltung. Er verkaufte sein Turnier im Jahr 2021 an die Agentur IMG für 390 Millionen Euro.
Seit 2014 finden jährlich die Mutua Madrid Open Sub16 statt, ein Turnier für Juniorinnen und Junioren unter 16 Jahren. Es besteht aus 16 Veranstaltungen an verschiedenen Städten in Spanien und der Finalrunde in Madrid. In jeder Veranstaltung qualifizieren sich ein männlicher Spieler und eine weibliche Spielerin für die Finalrunde, die folglich aus 16 Teilnehmern besteht und während der Mutua Madrid Open ausgetragen wird. Alle Veranstaltungen zählen auch für die nationale Rangliste des spanischen Tennisverbands.

## SportkomplexCaja Mágica
Das Turnier wird seit 2009 auf Sand im Sportkomplex Caja Mágica (deutsch „Magische Kiste“) ausgetragen. Die Caja Magica ist ein mehrstöckiges Open-Air-Gebäude, das drei Stadien beherbergt. Es wurde für die Bewerbung Madrids für die Olympischen Sommerspiele 2020 gebaut, die letztendlich nach Tokio vergeben wurden. Der Centre Court mit einer Kapazität von 12.442 Zuschauern ist nach der spanischen Tennislegende Manuel „Manolo“ Santana und das Stadion 2 mit einer Kapazität von 3.194 Sitzplätzen nach Arantxa Sánchez Vicario benannt, der ersten spanischen Nummer 1 der Tennisweltrangliste. Sie gewann vier Grand-Slam-Titel im Einzel und sechs im Doppel. Das Stadion 3 mit 2.730 Zuschauerplätzen wartet noch auf seine Benennung. Alle drei Stadien verfügen über ein schließbares Dach, so dass das Turnier unabhängig von den Wetterbedingungen stattfinden kann. Die Außenplätze werden bei Regen mit einer Plane abgedeckt. Neben den Stadien existieren eine Tennishalle, ein längliches Gebäude mit 11 Tennisplätzen, sowie ein Tennis Garden, eine Freiluftanlage mit 16 Plätzen. Die untere Ebene der Caja Magica ist ein luftiger Bereich mit Einzelhandelsgeschäfte, Unterhaltungsangeboten, einem Medienzentrum, Getränkebars und Restaurants. Die Anlage wurde vom französischen Architekten Dominique Perrault entworfen.
In Planung ist der Bau einer neuen Tennisarena mit 8.600 Sitzplätzen als zweitgrößtes Stadion der Anlage. 2021 wurde die Erweiterung von der Stadt Madrid, dem städtischen Unternehmen Madrid Destino und der Madrid Trophy Promotion vereinbart. Der Entwurf stammt wieder vom französischen Architekten Dominique Perrault, der u. a. auch für das Velodrom in Berlin und den Umbau des Court Suzanne Lenglen mit einem schließbaren Dach für die French Open in Paris verantwortlich war. Die geplanten Kosten von 29 Mio. Euro werden zu gleichen Teilen von der Stadt und der Madrid Trophy Promotion gedeckt. Nach der geplanten Fertigstellung im Jahr 2028 wird die Tennisanlage über mehr als 26.000 Plätze verfügen.

## Siegerliste
Der Rekordsieger im Einzel ist mit fünf Siegen Rafael Nadal, im Doppel konnten die Zwillinge Bob und Mike Bryan sowie Daniel Nestor fünfmal triumphieren. Alle vier Spieler gewannen das Turnier sowohl auf Hartplatz als auch auf Sand.

### Einzel
| Jahr | Sieger                                | Finalgegner                           | Finalergebnis                         |
| ---- | ------------------------------------- | ------------------------------------- | ------------------------------------- |
| 2025 | Casper Ruud                           | Jack Draper                           | 7:5, 3:6, 6:4                         |
| 2024 | Andrei Rubljow                        | Félix Auger-Aliassime                 | 4:6, 7:5, 7:5                         |
| 2023 | Carlos Alcaraz (2)                    | Jan-Lennard Struff                    | 6:4, 3:6, 6:3                         |
| 2022 | Carlos Alcaraz (1)                    | Alexander Zverev                      | 6:3, 6:1                              |
| 2021 | Alexander Zverev (2)                  | Matteo Berrettini                     | 6:78, 6:4, 6:3                        |
| 2020 | Absage aufgrund der COVID-19-Pandemie | Absage aufgrund der COVID-19-Pandemie | Absage aufgrund der COVID-19-Pandemie |
| 2019 | Novak Đoković (3)                     | Stefanos Tsitsipas                    | 6:3, 6:4                              |
| 2018 | Alexander Zverev (1)                  | Dominic Thiem                         | 6:4, 6:4                              |
| 2017 | Rafael Nadal (5)                      | Dominic Thiem                         | 7:68, 6:4                             |
| 2016 | Novak Đoković (2)                     | Andy Murray                           | 6:2, 3:6, 6:3                         |
| 2015 | Andy Murray (2)                       | Rafael Nadal                          | 6:3, 6:2                              |
| 2014 | Rafael Nadal (4)                      | Kei Nishikori                         | 2:6, 6:4, 3:0 (Aufgabe)               |
| 2013 | Rafael Nadal (3)                      | Stan Wawrinka                         | 6:2, 6:4                              |
| 2012 | Roger Federer (3)                     | Tomáš Berdych                         | 3:6, 7:5, 7:5                         |
| 2011 | Novak Đoković (1)                     | Rafael Nadal                          | 7:5, 6:4                              |
| 2010 | Rafael Nadal (2)                      | Roger Federer                         | 6:4, 7:65                             |
| 2009 | Roger Federer (2)                     | Rafael Nadal                          | 6:4, 6:4                              |
| 2008 | Andy Murray (1)                       | Gilles Simon                          | 6:4, 7:66                             |
| 2007 | David Nalbandian                      | Roger Federer                         | 1:6, 6:3, 6:3                         |
| 2006 | Roger Federer (1)                     | Fernando González                     | 7:5, 6:1, 6:0                         |
| 2005 | Rafael Nadal (1)                      | Ivan Ljubičić                         | 3:6, 2:6, 6:3, 6:4, 7:63              |
| 2004 | Marat Safin                           | David Nalbandian                      | 6:2, 6:4, 6:3                         |
| 2003 | Juan Carlos Ferrero                   | Nicolás Massú                         | 6:3, 6:4, 6:3                         |
| 2002 | Andre Agassi                          | Jiří Novák                            | kampflos                              |

### Doppel
| Jahr | Sieger                                       | Finalgegner                           | Finalergebnis                         |
| ---- | -------------------------------------------- | ------------------------------------- | ------------------------------------- |
| 2025 | Marcel Granollers Horacio Zeballos           | Marcelo Arévalo Mate Pavić            | 6:4, 6:4                              |
| 2024 | Sebastian Korda Jordan Thompson              | Ariel Behar Adam Pavlásek             | 6:3, 7:67                             |
| 2023 | Karen Chatschanow Andrei Rubljow             | Rohan Bopanna Matthew Ebden           | 6:3, 3:6, [10:3]                      |
| 2022 | Wesley Koolhof Neal Skupski                  | Juan Sebastián Cabal Robert Farah     | 6:74, 6:4, [10:5]                     |
| 2021 | Marcel Granollers Horacio Zeballos           | Nikola Mektić Mate Pavić              | 1:6, 6:3, [10:8]                      |
| 2020 | Absage aufgrund der COVID-19-Pandemie        | Absage aufgrund der COVID-19-Pandemie | Absage aufgrund der COVID-19-Pandemie |
| 2019 | Jean-Julien Rojer (2) Horia Tecău (2)        | Diego Schwartzman Dominic Thiem       | 6:2, 6:3                              |
| 2018 | Nikola Mektić Alexander Peya                 | Bob Bryan Mike Bryan                  | 5:3 (Aufgabe)                         |
| 2017 | Łukasz Kubot Marcelo Melo                    | Nicolas Mahut Édouard Roger-Vasselin  | 7:5, 6:3                              |
| 2016 | Jean-Julien Rojer (1) Horia Tecău (1)        | Rohan Bopanna Florin Mergea           | 6:4, 7:65                             |
| 2015 | Rohan Bopanna Florin Mergea                  | Marcin Matkowski Nenad Zimonjić       | 6:2, 6:75, [11:9]                     |
| 2014 | Daniel Nestor (5) Nenad Zimonjić (2)         | Bob Bryan Mike Bryan                  | 6:4, 6:2                              |
| 2013 | Bob Bryan (5) Mike Bryan (5)                 | Alexander Peya Bruno Soares           | 6:2, 6:3                              |
| 2012 | Mariusz Fyrstenberg (2) Marcin Matkowski (2) | Robert Lindstedt Horia Tecău          | 6:3, 6:4                              |
| 2011 | Bob Bryan (4) Mike Bryan (4)                 | Michaël Llodra Nenad Zimonjić         | 6:3, 6:3                              |
| 2010 | Bob Bryan (3) Mike Bryan (3)                 | Daniel Nestor Nenad Zimonjić          | 6:3, 6:4                              |
| 2009 | Daniel Nestor (4) Nenad Zimonjić (1)         | Simon Aspelin Wesley Moodie           | 6:4, 6:4                              |
| 2008 | Mariusz Fyrstenberg (1) Marcin Matkowski (1) | Mahesh Bhupathi Mark Knowles          | 6:4, 6:2                              |
| 2007 | Bob Bryan (2) Mike Bryan (2)                 | Mariusz Fyrstenberg Marcin Matkowski  | 6:3, 7:64                             |
| 2006 | Bob Bryan (1) Mike Bryan (1)                 | Mark Knowles Daniel Nestor            | 7:5, 6:4                              |
| 2005 | Mark Knowles (3) Daniel Nestor (3)           | Leander Paes Nenad Zimonjić           | 3:6, 6:3, 6:2                         |
| 2004 | Mark Knowles (2) Daniel Nestor (2)           | Bob Bryan Mike Bryan                  | 6:3, 6:4                              |
| 2003 | Mahesh Bhupathi Maks Mirny                   | Wayne Black Kevin Ullyett             | 6:2, 2:6, 6:3                         |
| 2002 | Mark Knowles (1) Daniel Nestor (1)           | Mahesh Bhupathi Maks Mirny            | 6:3, 5:7, 6:0                         |